# Bouillon nitrité
En analyse microbiologique, le bouillon nitrité permet la détermination du type respiratoire des micro-organismes.

## Composition
- infusion cœur-cervelle : 25,0 g
- nitrite de sodium : 10,0 g
- pH = 7,2

## Préparation
35 g par litre. Autoclavage classique. La solution de nitrites stérilisée par filtration peut aussi être ajoutée juste avant emploi.

## Lecture
Après avoir vérifié la présence de culture, ajouter les réactifs Nitrite 1 et 2. Une coloration rouge signe la présence de nitrites : bactérie nitrite réductase -. L'absence de coloration signe la réduction par la bactérie des nitrites en azote. L'addition d'une cloche ou de gélose permet la mise en évidence du gaz.